# Distretto di Bajanžargalan (Dundgov')
Il distretto di Bajanžargalan è uno dei quindici distretti (sum) in cui è suddivisa la provincia del Dundgov', in Mongolia. Conta una popolazione di 1.305 abitanti (censimento 2007). 